# Kaufmann
Kaufmann je njemačko prezime koje ima mnogo varijanti poput Kauffman, Kauffmann i Kaufman.

## Osobe s prezimenom
- Jonas Kaufmann (rođen 1969.), njemački tenor
- Angelica Kauffmann (1741. – 1807.), slikarica
- Andy Kaufman (1949. – 1984.), američki zabavljač
- Charlie Kaufman (rođen 1958.), američki scenarist, redatelj i producent
- David Kaufman (rođen 1961.), američki glumac
- Jiří Kaufman (rođen 1979.), češki nogometaš